# Vladek Sheybal
Vladek Sheybal, nato Władysław Rudolf Z. Sheybal (Zgierz, 12 marzo 1923 – Londra, 16 ottobre 1992), è stato un attore polacco.

## Biografia
Nato a Zgierz, nell'allora Seconda Repubblica di Polonia, esordì nel film drammatico I dannati di Varsavia (1957), diretto da Andrzej Wajda, trasferendosi successivamente in Gran Bretagna. 
Divenne conosciuto per avere interpretato la spia Kronsteen nel film A 007, dalla Russia con amore (1963), e in seguito il dottor Doug Jackson nella serie televisiva UFO. 
Morì a Londra per un aneurisma aortico all'età di 69 anni.

## Filmografia parziale

### Cinema
- I dannati di Varsavia (Kanal), regia di Andrzej Wajda (1957)
- A 007, dalla Russia con amore (From Russia with Love), regia di Terence Young (1963)
- James Bond 007 - Casino Royale (Casino Royale), regia di John Huston, Val Guest, Ken Hughes, Joseph McGrath, Robert Parrish (1967)
- Per favore, non mordermi sul collo! (Dance of the Vampires), regia di Roman Polański (1967)
- Il cervello da un miliardo di dollari (Billion Dollar Brain), regia di Ken Russell (1967)
- Passo falso (Deadfall), regia di Bryan Forbes (1968)
- Donne in amore (Women in Love), regia di Ken Russell (1969)
- Leone l'ultimo (Leo the Last), regia di John Boorman (1970)
- L'ultima valle (The Last Valley), regia di James Clavell (1970)
- Sezione narcotici (Puppet on a Chain), regia di Geoffrey Reeve (1970)
- Il boy friend (The Boy Friend), regia di Ken Russell (1971)
- Sole rosso sul Bosforo (Innocent Bystanders), regia di Peter Collinson (1972)
- Scorpio, regia di Michael Winner (1973)
- UFO - Allarme rosso... attacco alla Terra!, regia di Gerry Anderson (1973)
- S.P.Y.S., regia di Irvin Kershner (1974)
- Il bacio, regia di Mario Lanfranchi (1974)
- Il vento e il leone (The Wind and the Lion), regia di John Milius (1975)
- Bordella, regia di Pupi Avati (1976)
- Il mistero della signora scomparsa (The Lady Vanishes), regia di Anthony Page (1979)
- Avalanche Express, regia di Mark Robson e Monte Hellman (1979)
- C'è qualcosa di strano in famiglia (Where Is Parsifal?), regia di Henri Helman (1984)
- Triplo gioco (The Jigsaw Man), regia di Terence Young (1984)

### Televisione
- UFO – serie TV, 10 episodi (1969-1970)
- Gli invincibili (The Protectors) – serie TV, episodio 1x02 (1972)
- Pilato e gli altri (Pilatus und Andere - Ein Film für Karfreitag), regia di Andrzej Wajda – film TV (1972)

## Doppiatori italiani
Nelle versioni in italiano delle opere in cui ha recitato, Vladek Sheybal è stato doppiato da:
- Oreste Lionello in Donne in amore, Scorpio, S.P.Y.S., Il vento e il leone
- Gianfranco Bellini in Il cervello da un miliardo di dollari, Il mistero della signora scomparsa
- Nando Gazzolo ne I dannati di Varsavia
- Bruno Persa in A 007, dalla Russia con amore
- Arturo Dominici in L'ultima valle
- Gianni Bonagura in UFO (1ª voce)
- Giampiero Albertini in UFO (2ª voce)